# Abu Muhammad ibn al-Baitar

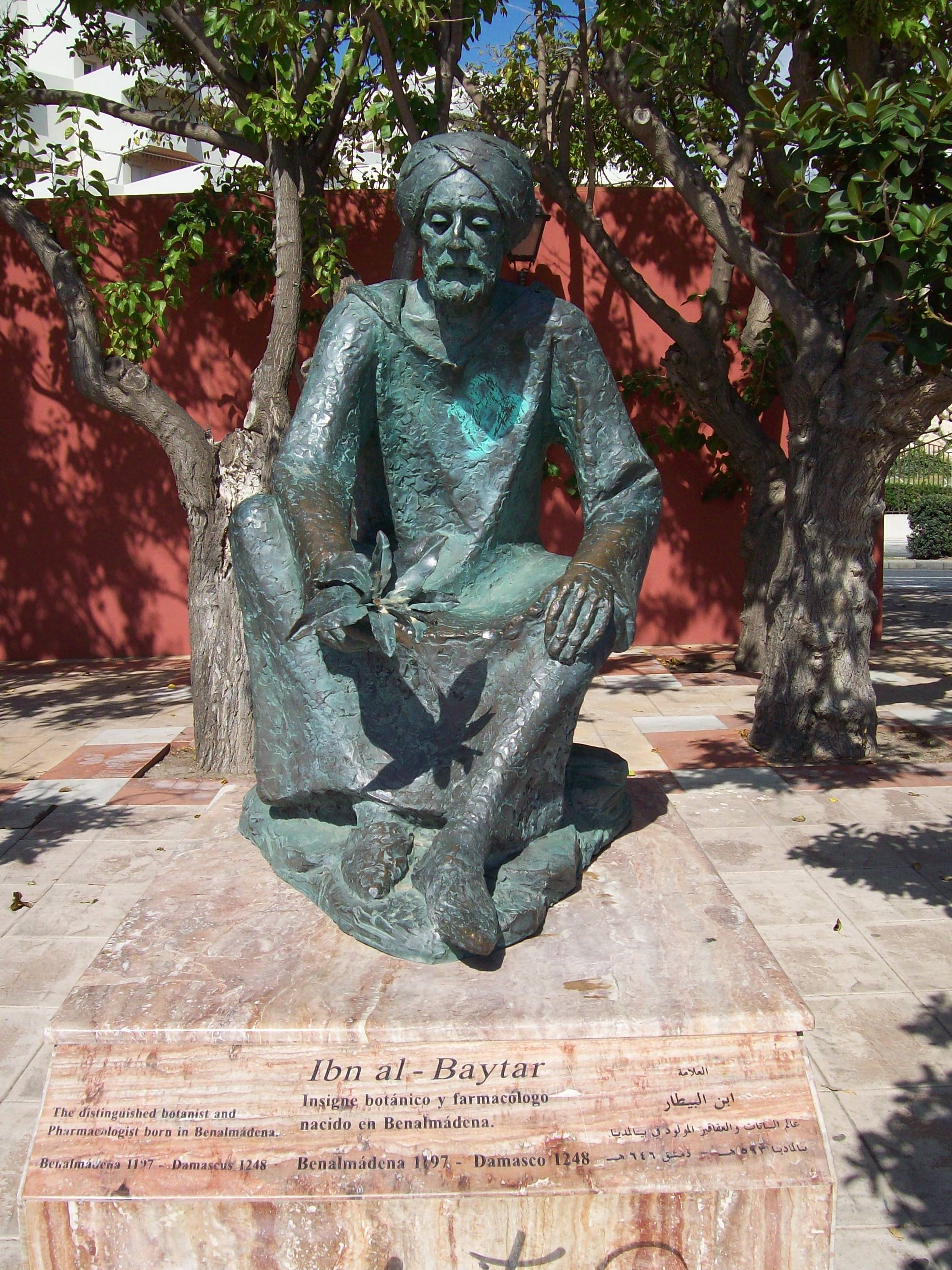
Statue Ibn al-Baitars, Benalmádena, Málaga (Spanien)

Abu Muhammad ibn al-Baitar, auch Diya' ad-Din Abu Muhammad Abdallah ibn Ahmad ibn al-Baitar al-Malaqi (arabisch ضياء الدين أبو محمد عبدالله بن أحمد بن البيطار المالقي, DMG Ḍiyāʾ ad-Dīn Abū Muḥammad ʿAbd Allāh b. Aḥmad b. al-Baiṭār al-Mālaqī) und kurz Ibn al-Baitar (* um 1190 in Benalmádena, Provinz Málaga; † 1248 in Damaskus), war ein andalusischer Arzt, Botaniker und Pharmakologe, der neue Beiträge zur Arzneimittellehre in der arabischen Medizin lieferte.
Ibn al-Baitar studierte in Sevilla unter anderem bei Abu al-Abbas al-Nabati und sammelte während dieser Zeit Pflanzen. Er wanderte um 1220 durch Nordafrika in den Orient aus und lebte 1224 in Kleinasien und Syrien. Später ließ er sich in Kairo nieder und wurde dort von Sultan Al-Kāmil zum „Chefbotaniker“ Ägyptens ernannt. In diesem Amt war er Oberaufseher der Apotheken und Drogenläden. Er unternahm in dieser Zeit auch Forschungsreisen mit seinen Schülern.
Sein Hauptverdienst ist die Systematisierung der medizinisch-pharmakologischen Erkenntnisse der Araber des Mittelalters. Er verfasste mehrere Werke. Am bekanntesten ist das „Kitab al-Ǧāmiʿ li-mufradāt al-adwiya wa-'l-aġḏiya“.
Darin benennt er nicht nur die Namen von Heilpflanzen, sondern berichtet auch über die daraus gewonnenen Drogen. Er beschreibt mehr als 1.400 Mittel aus Pflanzen sowie Rezepturen, wie diese anzuwenden seien. Sein Wissen nahm seinen Weg über die Klöster und Übersetzerschulen des Mittelalters. Damit war Ibn al-Baitar während des ganzen Mittelalters in Europa die oberste Autorität in der Pflanzenheilkunde.
Zu seinen Schülern gehörte der syrische Arzt und pharmazeutische Autor ʿIzz ad-Dīn as-Suwaidī (* 1204 in Damaskus).

## Werke (Auswahl)
- Tafsῑr Kitāb Diyūsqūrῑdūs. Kommentar zur Materia medica des Dioskurides. Darin werden die Pflanzen des Dioskurides Lemma für Lemma kommentiert. Das fünfte, Wein und mineralische Drogen behandelnde, Buch wurde ausgelassen.
  - Edition: Albert Dietrich: Die Dioskurides-Erklärung des Ibn-al-Baiṭār. Ein Beitrag zur arabischen Pflanzensynonymik des Mittelalters. Arabischer Text nebst kommentierter deutscher Übersetzung. Göttingen 1991 (= Abhandlungen der Akademie der Wissenschaften in Göttingen: philologisch-historische Klasse, III, 191). ISBN 3-525-82478-5
- Kitāb al-Mugnῑ fῑl-adwiya al-mufrada. Ein Buch über die einfachen Heilmittel in 20 Kapiteln.
- Kitab al-Ǧāmiʿ li-mufradāt al-adwiya wa-'l-aġḏiya. Das bekannteste Werk der arabischen Pharmakognosie und Diätetik. Es stellt eine riesige Exzerptensammlung dar, in der mehr als 260 Quellen ausgeschrieben wurden.
- Übersetzungen des Kitab al-Ǧāmiʿ li-mufradāt al-adwiya wa-'l-aġḏiya[2]:
  - Edition: Joseph von Sontheimer. Große Zusammenstellung über die Kräfte der bekannten einfachen Heil- und Nahrungsmittel von Abu Mohammed Abdallah ben Ahmed aus Malaga, bekannt unter dem Namen Ebn Baitar. Aus dem Arabischen übersetzt von Joseph von Sontheimer. Hallberger, Stuttgart. Band I 1840 Digitalisat BSB München. Band II 1842 Digitalisat BSB München.
  - Edition: Lucien Leclerc. Traité des simples par Ibn el-Baithar. 3 Bände, Paris 1877, 1881 und 1883.

## Quelle
- Jahn: Geschichte der Biologie, Spektrum 2000